# سيريل الدن
سيريل الدن (بالإنجليزية: Cyril Alden)‏ (و. 1884 – 1939 م) هو راكب دراجة هوائية من المملكة المتحدة، والمملكة المتحدة لبريطانيا العظمى وأيرلندا، ولد في لندن، شارك في الألعاب الأولمبية الصيفية 1924، وركوب الدراجات في الألعاب الأولمبية الصيفية 1920 – رجال 50 كيلومتر ‏، والألعاب الأولمبية الصيفية 1920، وركوب الدراجات في الألعاب الأولمبية الصيفية 1924 – رجال 50 كيلومتر ‏، توفي عن عمر يناهز 55 عاماً.

## روابط خارجية
- سيريل الدن على موقع أرشيف الدراجات (الإنجليزية)
- سيريل الدن على موقع اللجنة الأولمبية الدولية (الإنجليزية)
- سيريل الدن على موقع أوليمبيديا (الإنجليزية)
- سيريل الدن على موقع اللجنة الأولمبية البريطانية (الإنجليزية)